# Insekticid
Insekticidi so snovi naravnega ali umetnega izvora, ki so toksične za žuželke in jih uporabljamo za zatiranje tistih žuželk, ki so s stališča človeka škodljivci. Zaradi svoje kemijske zgradbe negativno vplivajo na metabolizem žuželk in bistveno povečajo njihovo smrtnost. Sodijo med pesticide, a je natančna klasifikacija pogosto težavna, saj lahko te snovi vplivajo tudi na druge skupine organizmov.
Pričetek uporabe insekticidov je eden od dejavnikov, ki so prispevali k močnemu porastu učinkovitosti kmetijstva v 20. stoletju, vendar pa so se kasneje pokazali tudi negativni stranski učinki (pogosto prekomerne) uporabe, saj so te snovi pogosto strupene tudi za netarčne organizme in imajo škodljiv vpliv na ekosistem kot celoto. V manjših dozah vstopajo v prehransko verigo in na ta način (ali neposredno s pridelano hrano) pridejo tudi v človekov organizem, kjer dokazano povzročajo nekatere resne bolezni, npr. raka. 
Težavo predstavlja tudi dejstvo, da je prisotnost insekticida močan dejavnik selekcije. Žuželke so zaradi kratkega generacijskega časa sposobne razmeroma hitro razviti odpornost proti njegovim učinkom. Tako insekticid sčasoma izgubi učinkovitost in treba ga je nadomestiti z novim.

## Razdelitev
Insekticide razvrščamo na več načinov, največkrat pa po kemijski zgradbi. Najbolj v grobem jih delimo na naravne in sintetične; med naravne sodijo izvlečki rastlin, kot so tobak (z aktivno substanco nikotinom), ki so jih v te namene uporabljali že pred odkritjem fiziološkega učinka ustreznih učinkovin. Danes je njihova uporaba večinoma opuščena, saj delujejo tudi na druge organizme (imajo zelo širok spekter delovanja) in zaradi svoje obstojnosti kontaminirajo pridelek, s čimer pridejo tudi v človeški organizem.
Sintetične nadalje delimo v organske in anorganske. Anorganski herbicidi so največkrat na osnovi kovin in močno reaktivnih elementov, npr. bakra, arzena in fluora. Zaradi škodljivih vplivov na človeka se večinoma ne uporabljajo več, z izjemo žveplovih.
Organske pesticide delimo na:
- organoklorove spojine - prvi odkriti organski pesticidi, med njimi je najbolj znan DDT, ki je zaradi toksičnosti prepovedan.

Zgledi: DDT, dieldrin, endrin, toksafen.
Organokloridi sodijo med izredno učinkovite pesticide. V zemlji se lahko ohranijo zelo dolgo, leta ali celo desetletja. Po Stockholmski konvenciji o obstojnih onesnaževalcih (POPs – Persistant Organic Pollutants), ki je prva pravno zavezujoča mednarodna pogodba za nadzor nad 12 obstojnimi kemikalijami (ducat umazanih – Dirty dozen) spada kar 8 pesticidov. Ti so: DDT, klordan, aldrin, dieldrin, endrin, toksafen, mirex, heptaklor. 
Poleg izredne obstojnosti so organoklorni pesticidi tudi izredno strupeni in kumulativni. Topni so v nepolarnih topilih. Z mastmi, olji in voski ter sadjem, zelenjavo in žiti preidejo preko živil v toplokrvne organizme kjer se nabirajo v vseh maščobnih tkivih. S pesticidi okužen prah se lahko prenaša po zraku in se odloži na površine, ki so zelo oddaljene od kraja uporabe le-teh.
- organofosfati - nevrotoksini s širokim spektrom delovanja, uporabni tudi kot bojni strupi (npr. serin).

Zgledi: diazinon, dimetoat, fention, fosmet, malation
- piretroidi - sintetični analogi naravnih insekticidov, ki jih vsebujejo rastline iz rodu Pyrethrum.

Zgledi: deltametrin, permetrin, tetrametrin
- neonikotinoidi - sintetični analogi nikotinov, širok spekter delovanja, a manj toksični za sesalce kot naravni.

Zgledi: acetamiprid, imidakloprid, klotianidin
- biološki pesticidi - največkrat produkti mikroorganizmov, toksični za točno določene vrste. Med njimi je najbolj znan Bt toksin, ki ga proizvaja bakterija Bacillus thuringiensis in ga v zadnjem času z metodami genskega inženirstva vgrajujejo v transgene rastline.

Druga pogosto uporabljana razvrstitev insekticidov v kmetijstvu je po načinu aplikacije na sistemske in kontaktne. V prvem primeru rastlina insekticid vključi vase in žuželke ga zaužijejo med prehranjevanjem z rastlinskimi tkivi. Pogosta metoda vnosa takih herbicidov je tretiranje semen. Kontaktni herbicid pa se razprši po površini rastline v obliki drobnih kapljic (aerosola) in pridejo v žival skozi telesno površino. Učinkovitost je tu zelo odvisna od kvalitete nanosa.